# 폰토스 공화국

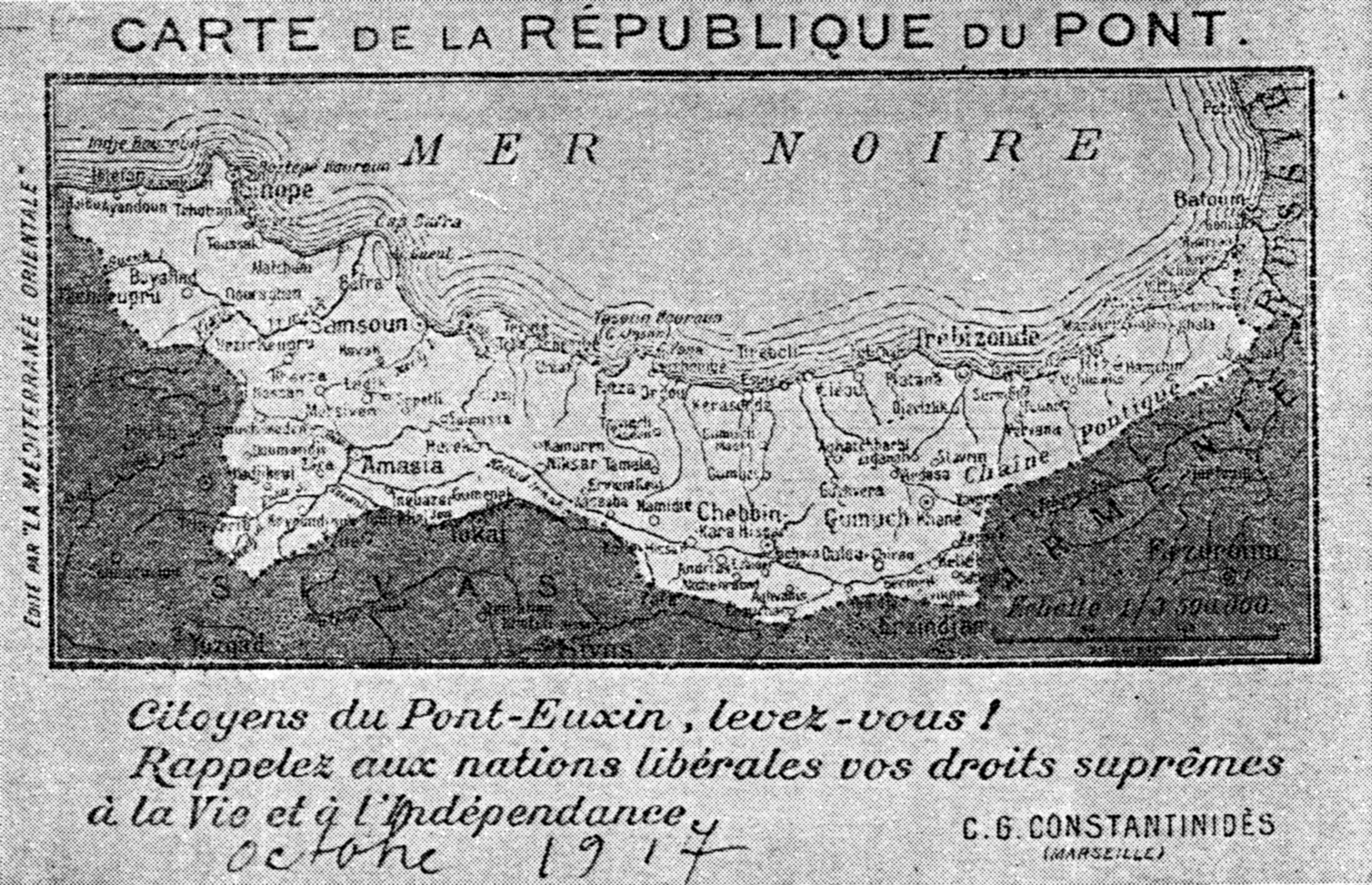
제1차 세계대전이 끝난 후의 폰토스 공화국. 이 영토 범위는 6개의 지역 그리스정교 주교 관할권에 의한 것이었다.

폰토스 공화국의 국기 (1917년-1922년)

폰토스 공화국(그리스어: Δημοκρατία του Πόντου, Dimokratía tou Póntou) 은 오늘날의 튀르키예 흑해 연안 지역의 폰투스 지역을 포함하는 폰토스 그리스인 국가이다. 이 국가는 1919년 파리 강화 회의에서 제안되었으나, 그리스의 엘레프테리오스 베니젤로스는 불안정한 이 국가의 상황을 고려하여 대신 윌슨 아르메니아에 포함되려고 하였으나 폰토스나 윌슨 아르메니아 모두 건국되지 못하였다. 이 국가는 탄생되지 못했으며 폰토스 그리스인들은 1922년 이후 튀르키예로부터 추방당하고 소련이나 그리스 마케도니아에 재정착하였다. 이후에 이 추방은 1923년 일어난 그리스-터키 인구 교환으로 확인되었다.

## 역사
오스만 제국이 그리스인들의 국가 트레비존드를 정복함에 따라, 폰투스 지방은 오스만의 지배를 받게 되었다. 1830년대 초반, 그리스인의 국가는 독립을 쟁취했지만 지금보다는 적은 영토를 지배하고 있었다. 따라서 그리스 민족주의자들은 그리스인 거주지에 대한 그리스의 영유권을 주장하였지만 폰토스 그리스인들은 그들이 그리스와의 연결성이 종교 외에는 거의 없다고 생각하였다. 따라서 그리스에 병합되는 것은 심도있게 고려된 적이 없다. 동시에 폰토스 그리스인들은 러시아나 조지아 등의 타국으로 이주하고 있었다.
1904년 튀르키예의 메르지폰에 폰토스의 독립을 목적으로 하는 폰토스 비밀단체가 만들어졌다. 이 단체는 1910년대와 1920년대 많은 성장을 했고 후일 아테네의 대주교가 되는 크리산토스 필리피데스가 주요 지도자가 되었다. 해외의 폰투스 그리스인들의 단체들은 메르지폰의 독립 단체와 연계하여 주로 미국과 러시아를 포함 한 국가들에게 로비를 하여 폰투스의 독립을 쟁취하고자 했다. 이 기간 중에, 레오니다스 이아소니디스가 폰토스 공화국의 설립을 위한 운동의 주요 지도자가 되었다.

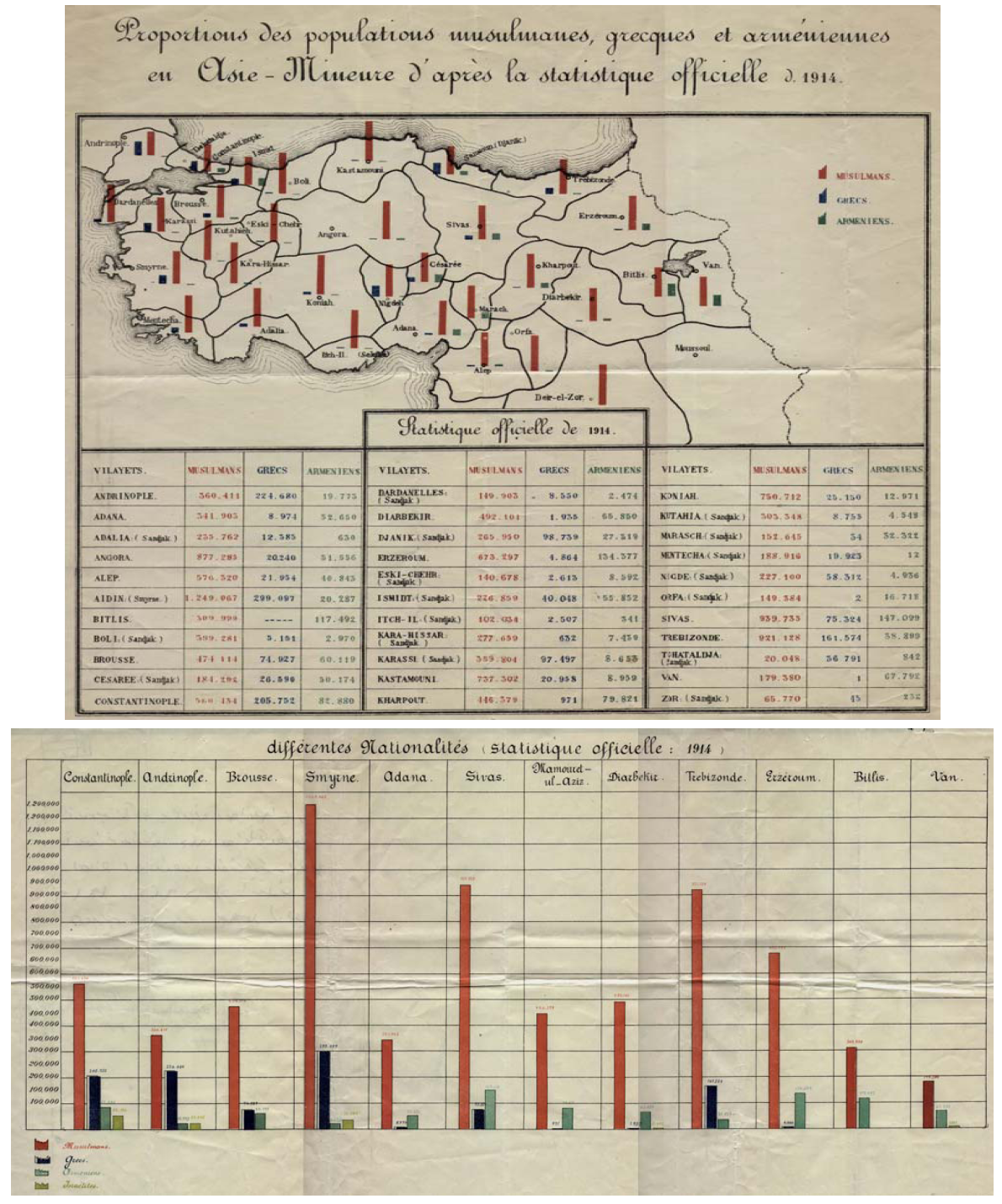
1914년 오스만 제국의 소아시아 인구조사.

아르메니아인, 아시리아인, 오스만 제국의 다른 그리스인들처럼 트라브존 지역의 그리스인들은 20세기 초에 청년 튀르크당 대원들과 케말주의자들의 집단 학살에 시달렸다. 영토를 이들에게 잃어버릴지 모른다는 공포와, 지역의 튀르크화를 위한 것이었다. 튀르키예의 산악지대를 관통하는 죽음의 행군과, 아나톨리아의 악명 높은 노동대대에서의 강제 노역, 그리고 토팔 오스만의 비정규군에 의한 학살로 인해서 1915년에서 1922년 사이 수십만의 폰토스 그리스인들이 학살된 것으로 알려져 있다. 그러나 도시 내부의 그리스인들 자체는 직접적으로 이런 행위들의 대상이 되지 않았다. 지역의 유지들은 토팔에게 무기를 제공하길 거부했고, 그의 부하들이 도시에 들어오게 하지 못했다. 또한 다수를 차지하는 크리스트교인들의 체포에 대해서 도시의 무슬림들 역시 반발했다.
여기서 살아남은 폰토스 그리스인들은 산으로 올라가 1923년 그리스-터키 인구 교환 협정이 맺어질 때까지 그리스인과 아르메니아인들을 주축으로 튀르키예인들의 공격을 방어하기 시작했다. 이들은 적어도 6만명의 폰토스 그리스인들과 아르메니아인들의 생명을 구했다고 여겨진다.
1918년 1월 8일, 미국 대통령 우드로 윌슨은 전후 조치에 대한 14개 조항을 발표했다. 그중 12번째 항에는 튀르키예 지배하의 비투르크계 민족들은 안전이 보장되어야 하고 자치운동을 방해받지 않을 자유를 누려야 한다는 내용이 명시되어 있었다. 이 조항은 폰토스 지역을 포함하는 아나톨리아의 비투르크계 민족들의 단결을 촉진시켰다. 1918~1919년, 그리스 총리 엘레프테리오스 베니젤로스는 대전 중 러시아에 정착한 폰토스 그리스인들의 본국 귀환을 지원하기 시작했다.
오스만 제국과 협상국과의 무드로스 종전 협정으로 인해 영국군은 삼순에 상륙하고 많은 지역을 장악했다.
1919년 파리 강화 회의에서 오스만 제국의 영토 문제에 대한 논의가 시작됨과 동시에 크리산토스는 1919년 4월 29일 폰토스 지역의 독립을 주장하기 위해 파리에 도착했다. 그는 그곳에서 폰토스 공화국의 설립을 주장하는 18쪽의 글을 발표했다. 그곳에서 제안된 폰토스 공화국은 트라브존, 삼순, 시노페, 아마시아와 카라히사르와 같은 지역들을 영토로 하고 현대 튀르키예의 대부분의 흑해 지역들을 소유했다.
그러나 파리 강화 회의에서 베니젤로스는 독립한 폰토스 공화국이 그리스의 군사 지원을 받기에는 너무 멀고 또한 튀르키예의 공격을 방어하기에는 너무 약하다고 생각했다. 이로 인해 그는 폰토스 공화국의 설립을 반대하였다. 따라서 협상은 사실상 종결됐다. 이후, 베니젤로스는 폰토스의 트라브존 지역이 새로 만들어지는 아르메니아에 포함되는 방안을 제안했지만, 연합국은 별 흥미를 보이지 않았으며, 터키-아르메니아 전쟁, 터키 독립 전쟁, 그리고 볼셰비키의 아르메니아 침공으로 인한 유혈사태가 논의의 진전을 막았다. 1919년 5월, 폰토스 지역의 그리스 적십자는 이 지역은 안전하지 못하고 지원이 필요하다고 보고했다.
1921년 폰투스의 많은 정교회교도 남성들이 에르주름의 노동부대로 추방되었다. 이때 무스타파 케말의 튀르키예 민족주의자들이 주도하는 야마스야의 "튀르키예 독립을 위한 임시법정"이 여러 중요 인사들에게 교수형을 선고했다. 이때 처형당한 인물 중에는 오스만 제국 의회의 일원이었던 Matthaios Kofidis도 있었다. 그들의 혐의는 폰투스의 독립을 꾀했다는 것이었다.

## 이후
많은 폰투스 그리스인들의 거주지가 전쟁과 1923년의 로잔 조약, 그리고 그리스-터키 인구교환으로 인해 재정착되었다. 기록에 따르자면 인구교환의 결과로 182,169의 폰투스 그리스인들이 교환되었다. 그리고 많은 폰투스 그리스인들이 소련으로 떠났다. 소련은 이른 시기부터 폰투스 그리스인들의 중심지가 되었고 따라서 가족을 따라서 이동한 경우도 많았다. 나머지 사람들은 시민권을 보장한 그리스로 이주하였다 (오늘날 러시아에서 그리스로 이주하는 폰투스 그리스인도 비슷한 특권을 받는다.). 그리스에서 폰투스 이민자들을 Póndioi라고 불렀다.

## 같이 보기
- 폰토스
- 흑해 지역
- 캅카스 그리스인
- 윌슨 아르메니아
- 그리스인 집단 학살
- 그리스인 피난민